# شهروند کهکشان
شهروند کهکشان کتابی علمی-تخیلی اثر رابرت هاین‌لاین چاپ ۱۹۵۷ میلادی است. مانند بسیاری دیگر از آثار هاین‌لاین، شیفتگی نویسنده نسبت به نظامی‌گری و اهمیتی که برای نقش زنان در جامعه قایل است در این کتاب خود را به خوبی نشان می‌دهد.

## داستان
ثوربی کودکی برده‌است که در پایتخت امپراتوری سارگن ملقب به نه جهان به حراج گذاشته شده. پیرمرد گدایی به نام باسلیم او را می‌خرد و در کنار گدایی، کمر همت به آموزش او می‌بندد. آموزش‌هایی که از دانش یک گدای معمولی خیلی فراتر هستند. ثوربی بزرگ می‌شود و باسلیم او را آزاد می‌کند و به او ماموریتهایی می‌دهد.
روزی ماموران گارد سارگن به زاغهٔ آنها می‌ریزند و باسلیم قبل از دستگیر شدن با سم خود را می‌کشد. به زودی مشخص می‌شود که باسلیم جاسوس مدار فائقهٔ ارضی (حکومت زمین) در نه جهان بوده‌است.

## ترجمه به فارسی
کتاب به سال ۱۳۳۸ تحت نام ساکنان کهکشان توسط محمود مصاحب به فارسی ترجمه شده و در سال ۱۳۳۹ توسط چاپخانهٔ معرفت به طبع رسیده‌است. ترجمهٔ کتاب شیوا و روان است و حکایت از تسلط مترجم بر هر دو زبان مبدأ و مقصد دارد. هر چند همانند بسیاری دیگر آثار، این اثر هم از گزند حذف‌های بی‌توجیه در امان نمانده‌است.